# Epígenes d'Atenes
Epígenes d'Atenes (en llatí Epigenes, en grec antic Ἐπιγέτης) fou un poeta grec de la comèdia mitjana que hauria estat contemporani d'Antífanes d'Atenes.
Juli Pòl·lux diu d'ell que era νέων τις κωμικῶν (de la nova comèdia). En un fragment de la seva obra Μνημάτιον parla de Pixòdar (Pixodarus) príncep de Cària, com fill del rei, el que situa aquesta obra cap a l'any 380 aC, quan Hecatompos, el pare de Pixòdar, encara era viu. Ateneu de Nàucratis diu que entre els antics hi havia el dubte de si l'obra Ἀργυρίον ἀφανισμός (La desaparició dels diners) s'havia d'atribuir a Epígenes o a Antífanes de Cios, i segurament els dos poetes devien ser contemporanis. Es conserven alguns fragments d'aquesta obra.